# Ткачёв, Аркадий Гаврилович
Аркадий Гаврилович Ткачёв (3 июня 1928, с. Коклюй, Камызякский район, Астраханская область — 2002) — советский борец классического стиля, чемпион и призёр чемпионатов СССР, призёр чемпионата мира, мастер спорта СССР (1954).

## Биография
Родился 3 июня 1928 года в маленьком селе Коклюй Камызякского района (ныне - Икрянинский район), располагавшемся в трех километрах от границ Дамчинского участка астраханского заповедника. Отец Ткачёва, Гаврила Егорович, работал егерем.
Когда началась Великая Отечественная война 13-летнему Аркадию было уже не до учёбы. Как вспоминал сам Аркадий Гаврилович: «Нагрузишь, бывало, полную лодку рыбы и гонишь её на веслах против течения километров 20, чтобы сдать… Так вышло, что за эти три года на веслах я здорово окреп».
Спортом начал заниматься в 1948 году, после того как поступил в речное училище.
Увлёкся борьбой в 1950 году. А в 1951 году во время прохождения морской практики в Баку неожиданно стал победителем чемпионата военно-морских сил СССР по классической борьбе.
Вскоре астраханец выиграл и первенство Азербайджана, что открыло ему дорогу на чемпионат Советского Союза, который шёл летом 1952 года в Ереване и где он занял второе место.
Участвовал в восьми чемпионатах СССР. Член сборной команды страны в 1952—1963 годах.
В 1963 году оставил большой спорт. После этого работал директором спортшколы в Астрахани.

## Спортивные результаты
- Чемпионат СССР по классической борьбе 1952 года — ;
- Чемпионат СССР по классической борьбе 1954 года — ;
- Чемпионат СССР по классической борьбе 1955 года — ;
- Классическая борьба на летней Спартакиаде народов СССР 1956 года — ;
- Чемпионат СССР по классической борьбе 1958 года — ;
- Классическая борьба на летней Спартакиаде народов СССР 1959 года — ;

## Награды
- Медаль «За трудовую доблесть» (27.04.1957) — «за успехи, достигнутые в деле развития массового физкультурного движения в стране, повышения мастерства советских спортсменов, и успешное выступление на международных соревнованиях»
- Почётный гражданин города Астрахани (1998)

## Память
- 4 августа 2023 года состоялось торжественное открытие памятной доски на доме, где жил борец[1].
- Детско-юношеская спортивная школа № 4 Трусовского района Астрахани носит его имя[5].